# Erik Godoy
Erik Fernando Godoy (Buenos Aires, 16 agosto 1993) è un calciatore argentino, difensore dell'Argentinos Juniors.

## Caratteristiche tecniche
È un terzino destro che può giocare anche al centro della difesa.

## Palmarès

### Competizioni nazionali
- Canadian Championship: 1

Vancouver Whitecaps: 2022